# Mechaničeskaja sjuita
Mechaničeskaja sjuita (Механическая сюита) è un film del 2001 diretto da Dmitrij Meschiev.

## Trama
Kolja, che lavora nel dipartimento dei brevetti, è morto a Lykovo. Il suo corpo è stato rimosso a spese dell'impresa. Uno stile di vita sano, Markeranec e un uomo d'affari Mitjagin furono inviati lì, che offrì da bere a Markeranec, a seguito del quale si verificarono una serie di eventi sorprendenti.